# Ruta Estatal de California 213
La Ruta Estatal de California 213, abreviada SR 213 (en inglés: California State Route 213) es una carretera estatal estadounidense ubicada en el estado de California. La carretera inicia en el Sur desde la Calle 25 en San Pedro en sentido Norte hasta finalizar en la Calle Carson en Torrance. La carretera tiene una longitud de 12,8 km (7.984 mi).

## Mantenimiento
Al igual que las autopistas interestatales, y las rutas federales y el resto de carreteras estatales, la Ruta Estatal de California 213 es administrada y mantenida por el Departamento de Transporte de California por sus siglas en inglés Caltrans.